# 月野こころ
月野 こころ（つきの こころ、1990年11月30日 - ）は、日本のAV女優。アローズ所属。

## 略歴・人物
2014年に「葉山こころ（はやま こころ）」としてAVデビュー。所属事務所はマインズ。
2014年11月7日のツイッターで、「月野こころ」への改名とアローズへ所属事務所を移籍したこと報告。
2016年4月15日のツイッターで、「羽月都花沙（はづき つかさ）」に改名し、マインズ所属となったことを報告。

## 出演作品

### アダルトDVD

#### 「葉山こころ」名義
2014年
- 女子校生LI○E掲示板待ち合わせお持ち帰りSEX（7月1日、DOC）他出演:桜井レイラ
- 働くオンナ 3 vol.15 人材派遣会社営業勤務 2年目 23歳 葉山さん（7月10日、プレステージ）※「葉山」名義
- 「日焼けした若妻の火照った肌はド敏感！ エステと偽り性感マッサージをしてヤる」 VOL.1（8月21日、DANDY）他出演:櫻木梨乃、横山みれい
- 初AV 巨乳女子大生文学部 種付け無許可中出し（8月22日、upson）※「こころ」名義
- 毎朝通勤途中に見かける女子高生のパンチラが見えてラッキーと思ってたら、彼女のマ○コはムズムズ発情中。（9月25日、SWITCH）共演:紗藤まゆ、小川めるる、川上彩乃
- 制服女子校生と中出し乱交 〜2学期〜（10月1日、ZUKKON/BAKKON）共演:茜あずさ、杏咲望、川村まや、阿部乃みく、鈴森かのん
- 素人ロリ学生ナンパ!! Vol.2 習い事帰りの大人しそうな女子○○生達をまんまと騙してエロ撮影!!（10月3日、ロリ専科）他出演:佳苗るか、愛葉るりか
- 2014年度 ソフト・オン・デマンド 社内健康診断（10月9日、SODクリエイト）※「羽山美雪」名義　共演:藤井亜美、相沢晴香、水崎真奈美、山本沙織、三上ゆき、林美紀、紀本美佳、細野真美、菅野こずえ、原波瑠、石井知里、安野一美、柏木桃子、竹田香澄、阿部春奈、源莉子、加藤いづみ
- 絶対領域とX字パンチラ（10月25日、アロマ企画）他出演:摘津蜜、枢木みかん、沙藤ユリ、有坂りん、高槻ルナ、吉川いと、夏海いく、ありさ
- 可愛くてお茶目な夏休み女子校生 帰宅部今ドキ娘 栗田ふうか 18歳（10月31日、KIプランニング）※「栗田ふうか」名義
- カテキョ女にクレームつけたら「会社にバレたくないんです」と示談交渉してきた。（11月1日、ACE KILLER）他出演:芦名ユリア、酒井京香、すみれ
- パンチラ、お話し喫茶店 （11月13日、アロマ企画）他出演:春日野結衣、夏海いく、渡辺もも、安達まどか、川越ゆい
- ダマして媚薬を飲ませた友達同士の一般男女が乗り込んだエレベーターが緊急停止! …2人きりの汗だく密室で発情を抑えられるのか?（11月20日、ナチュラルハイ）他出演:森川涼花、平沢なつ ほか
- 猥褻ランジェリー×フェロモン性交（11月21日、upson）他出演:白咲碧、小池麻子、柳田和美
- JK全身女体図鑑 第一号（11月25日、アロマ企画）他出演:春日野結衣、夏海いく、安達まどか、渡辺もも
- 素人ゲリラ露出 会員制調教サークル JC並みロリ容姿の現役保母さん（12月5日、ヤブサメ）※「ココア」名義
- 串刺しディルド本気オナニー!（12月13日、マルクス兄弟）他出演:波多野結衣、武藤つぐみ、生駒はるな、吉永あかね、桂希ゆに、冴島かおり、菊見さおり、嘉門ゆうか、天野小雪
- 混浴露天風呂で巨乳お姉さんに勃起させた仮性包茎チ○ポを見せびらかしたら、えーっ!!と恥じらいながらも僕のチ○ポに喰らいついてきた!（12月20日、アイエナジー）他出演:椎名まりな、通野未帆、水城唯、吉田花
- ボクと妹の萌るエッチ体験（12月26日、おかず。）他出演:武藤つぐみ、真島かおる

2015年
- ヤル気マンマン 家庭教師の特別授業（1月11日、マルクス兄弟）他出演:雫月こと、高沢沙耶、嘉門ゆうか
- 部屋普通、食事普通、露天風呂無し、なのになぜかネットで評判のいい温泉宿。その秘密は一人旅の男性客に美人仲居がしてくれる性的サービスにあった!（5月7日、ゴールデンタイム）共演:水城唯、美泉咲、椎名まりな、井上瞳、吉田花、逢沢るる、菜月アンナ

#### 「月野こころ」名義
2015年
- 巷で噂の膣内マッサージ付き!?整体院に通い詰める巨乳若妻（3月1日、AV）※「佐山琴」名義
- スペルマ妖精 13 美女の精飲（3月6日、S.P.C）
- 本気(マジ)口説き フリーター・大学生編 ナンパ▸連れ込み▸SEX盗撮▸無断で投稿（3月11日、MAGIC）他出演:柏木胡桃
- 制服が似合う子限定 即ハメして連続で2回もガッツリ中出し!（3月13日、マルクス兄弟）他出演:愛須心亜、あやね遥菜、猫田りく
- 美女と包茎 6 包茎チンカス喰い（3月20日、S.P.C）他出演:春原未来、高木愛美、星川麻紀
- ずぅずぅ弁 夜這い 方言AVみちのく（4月7日、桃太郎映像出版）他出演:一条ゆう、和泉紫乃、雪野みほ
- 名門高学歴女子大生が混浴露天風呂でヌルヌル泡泡ボディ洗い体験（4月9日、アイエナジー）他出演:堀内秋美、逢沢るる、宮本菜々花、宇佐木もも
- 素人すっぴん生中出し こころ 20歳（5月1日、プラム）
- 女のカラダは腰使いで決まる! 4時間 15（5月8日、BAZOOKA）他出演:清水理紗、枢木みかん、松嶋葵、冴島夏希
- 寝取り!? ダブルデート中の仲良しカップルがパートナーを交換して参加! ラップ1枚隔てて初めての素股体験（5月9日、アイエナジー）共演:星野ひびき　他出演:塚田詩織、逢沢るる、通野未帆 ほか
- 転校したら男は僕一人ぼっちだった…。 9（5月21日、AKNR）共演:なつめ愛莉、高山えみり、若月まりあ、彩城ゆりな、里咲しおり、浅倉愛、山本美和子、かのんこゆる、葉山美空、星野ひびき、夏海花凛、吉川いと、春海紗奈、松浦ゆきな、久留美なな、あゆみ翼、御舟みこと、みずのみう、川原里奈、愛原れの、杏咲望、原波瑠
- 姫SOAP 気遣いNO.1 こころちゃん 20歳（6月7日、桃太郎映像出版）
- 素人娘のどこでも穴パンディルドオナニー（6月19日、虎堂）他出演:高山えみり、水城唯、生駒はるな、小西架純、松下美雪
- 満員電車でハメたがる発情痴女（6月26日、TMA）他出演:紺野ひかる、渋谷美希、辻井ゆう、三上里穂、槇原愛菜
- じょんがらラプソディー（7月7日、桃太郎映像出版）
- あ〜やらしい! 50 ムチムチぷるるん精飲お姉さん（7月17日、S.P.C）
- 真面目な女子がお酒で赤面エロスイッチONその時知り合いが隣で寝ている「ナイショだよ…?」と誘って来る彼女の酔って火照ったTバック尻に勃起しないワケ無い!!（7月24日、SCOOP）他出演:浜崎真緒、紺野ひかる、中村奈菜、水原さな
- くぱぁ～おま○こ見てぇ～ アナルも全開!! 自画撮りオナニー（10月15日、プリモ）他出演:水希杏、吉野あすか、佐伯かのん、南美彩也果、みおり舞、大橋優子、AIKA、こずえまき、夏目レイコ、京野美麗
- ゲスの極み映像 26人目（11月2日、フルセイル）

#### 「羽月都花沙」名義
2016年
- 生理前で疼いてしかたない発情マ○コをケガ人相手に顔面騎乗で倍プッシュ!それでも不完全燃焼の兄貴の彼女に勃起した近親チ○ポをみせつけたら生でヤレるのか?（9月9日、SCOOP）他出演:彩奈リナ、花咲いあん、日比乃さとみ、七瀬ひなた